# 豐川站 (愛知縣)
豐川站（日语：／ Toyokawa eki */?）是位於愛知縣豐川市豐川町仁保通10號，東海旅客鐵道（JR東海）和日本貨物鐵道的飯田線車站。車站編號是CD05。車站鄰接名古屋鐵道（名鐵）豐川稻荷站。

## 概要
此站是連接豐橋站（愛知縣）至辰野站（長野縣）的鐵路線，飯田線的中途車站。JR東海擁有飯田線全線（第一種鐵道事業者），同時在豐橋至豐川之間的路段借給JR貨物貨運列車行駛（第二種鐵道事業者）。此站由JR東海和JR貨物2間公司營運。
此站在1897年（明治30年）啟用，當初是由私鐵豐川鐵道營運。在1943年（昭和18年）國有化成為國有鐵道車站。在1987年（昭和62年）國鐵分割民營化後，旅客業務由JR東海營運，貨運業務由JR貨物營運。
車站位於豐川稻荷的門前町，同時位於豐川市中心。此站一年有100萬人使用此站，平均每日超過3,000人使用（若換算上落乘客為6,000人）。此站是飯田線唯一優等列車特急「伊那路」停車站之一。此站設有區間列車行走於豐橋至此站之間（普通列車）。另外，在車站旁設有名古屋鐵道（名鐵）豐川線豐川稻荷站，為市內唯一可與名古屋鐵道和JR互相轉乘的車站。
此站可使用「TOICA」IC卡及其互相運用的交通IC卡。但是，IC卡使用範圍只限飯田線豐橋至豐川之間，豐川以北區間不能使用。

## 歷史
在豐川站啟用時是私鐵豐川鐵道的鐵路線車站。該鐵路線以豐橋作為起點，途經豐川、新城，以大海（現時：新城市）作為終點。豐川站是在豐橋至豐川之間於1897年（明治30年）7月開通時啟用。啟用當初為路線的終點站。在一星期後路線延長至一之宮站（現時：三河一宮站），此站便變為中途站。在這短時間成為終點站，這是由於不同工程區間在相繼竣工後便相繼開通相關區間。
在車站啟用後40年，於戰時的1943年（昭和18年）8月，豐川鐵道被國家收購（國有化）。成為了國有鐵道「飯田線」。而豐川站也國有化。另外，在國有化前年的1942年（昭和17年）5月，新設了支線連接此站與軍需工場（豐川海軍工廠）的西豐川站，支線通稱西豐川支線。該支線同樣國有化。在後述提及，支線在戰後的1956年（昭和31年）9月廢止。
在1954年（昭和29年）12月，豐川站鄰接的名古屋鐵道（名鐵）開設新豐川站（1955年以後名為豐川稻荷站）。此站成為豐川線的轉乘車站。在該站啟用前，乘客需要在豐川站南邊2個車站的飯田線小坂井站轉乘名鐵小坂井支線。在正月期間，為了運送豐川稻荷的參拜客。開設了臨時列車從名古屋方向途經小坂井站前往豐川站。在小坂井支線開通後與豐川鐵道時代的1926年（大正15年）4月，設有名鐵列車駛入至豐川站。
在1984年（昭和59年）至翌1985年（昭和60年），此站終止了貨物和行李的起卸業務。隨後，於廢止3年後的民營化前日，貨運業務有條件重開。
在1987年（昭和62年）4月，隨著國鐵分割民營化。旅客營業由JR東海繼承，而前日重啟的貨物業務由JR貨物繼承。而車站以後的營運方面沒有太大改變。

### 年表
- 1897年（明治30年）
  - 7月15日 - 豐川鐵道豐橋站至此站之間開通，此站啟用[4][5]。為旅客和貨物車站[5]。
  - 7月22日 - 豐川鐵道線此站至一之宮站（現時：三河一宮站）之間開通[4]，成為中途車站。
- 1931年（昭和6年）12月 - 車站大樓重建為一座3層高的鋼筋混凝土建築物[6]。
- 1942年（昭和17年）5月12日 - 此站至西豐川站之間的支線開通[7]。
- 1943年（昭和18年）8月1日 - 豐川鐵道線被國有化，成為鐵道省（後來為日本國有鐵道）飯田線車站[4][5]。
- 1954年（昭和29年）12月25日 - 鄰接的名鐵新豐川站（現時：豐川稻荷站）啟用。
- 1956年（昭和31年）9月15日 - 連接西豐川站的支線廢止[7]。
- 1984年（昭和59年）
  - 1月16日 - 關於貨物起卸業務縮減至只有專用線的車載貨物[5]。
  - 1月21日 - 完全終止貨物起卸業務[5]。
- 1985年（昭和59年）3月14日 - 終止行李起卸業務[5]。
- 1987年（昭和62年）
  - 3月31日 - 重開臨時專用線的貨物起卸業務[5]。
  - 4月1日 - 伴隨國鐵分割民營化，車站由東海旅客鐵道（JR東海）和日本貨物鐵道（JR貨物）營運[5]。
- 1995年（平成7年）6月4日 - 臨時車站大樓啟用。同月11日，第2代車站大樓進行「告別典禮」[8]。
- 1996年（平成8年）12月17日 - 跨站式站房和閘外行人道道落成[9][10]。
- 2010年（平成22年）3月13日 - 此站開始可以使用IC卡「TOICA」[11]。

## 車站構造

### 月台、配線
車站是一座地面車站，設有1面1線的單式月台和1面2線的島式月台，共有2面3線的月台。此站為單線鐵路和雙線鐵路的邊界。在豐橋方向為雙線，中部天龍、飯田方向為單線。
在月台編號方面，從西側起的編號為1、2、3號月台。1號月台為下行列車，2號月台為上行列車，3號月台可對應兩個方向。
| 月台 | 路線   | 上下行 | 方向               | 備註                       |
| ---- | ------ | ------ | ------------------ | -------------------------- |
| 1    | 飯田線 | 下行   | 中部天龍、飯田方向 |                            |
| 2    | 飯田線 | 上行   | 豐橋方向           |                            |
| 3    | 飯田線 | 上行   | 豐橋方向           | 主要是從豐川出發的列車使用 |

在3號月台東邊設有2條並行的路軌。
在第2代車站大樓還在使用時。除了原本上述現存月台外，另外設有1面2線的島式月台，該座月台設有4號和5號月台（4、5號月台於末期用作起卸貨物）。另外，各月台之間設有行人隧道連接。

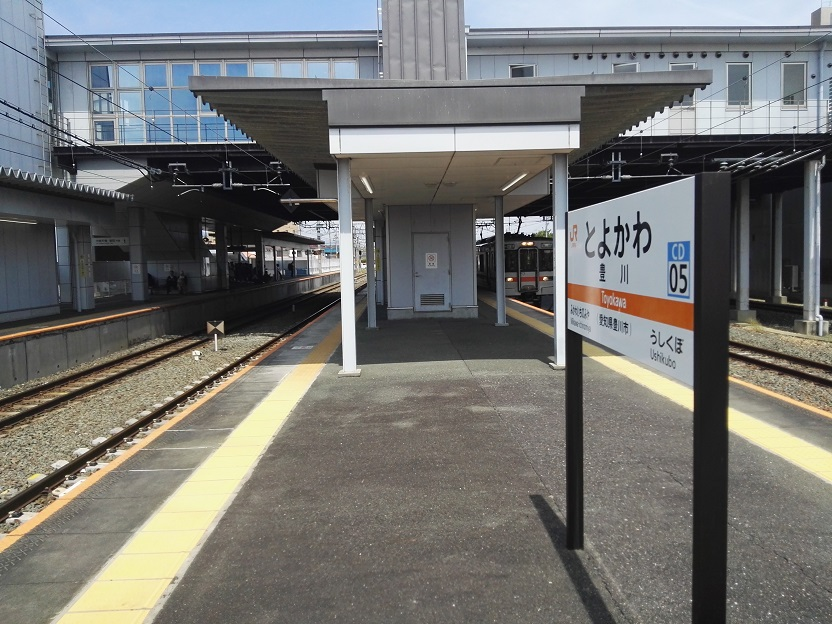
月台
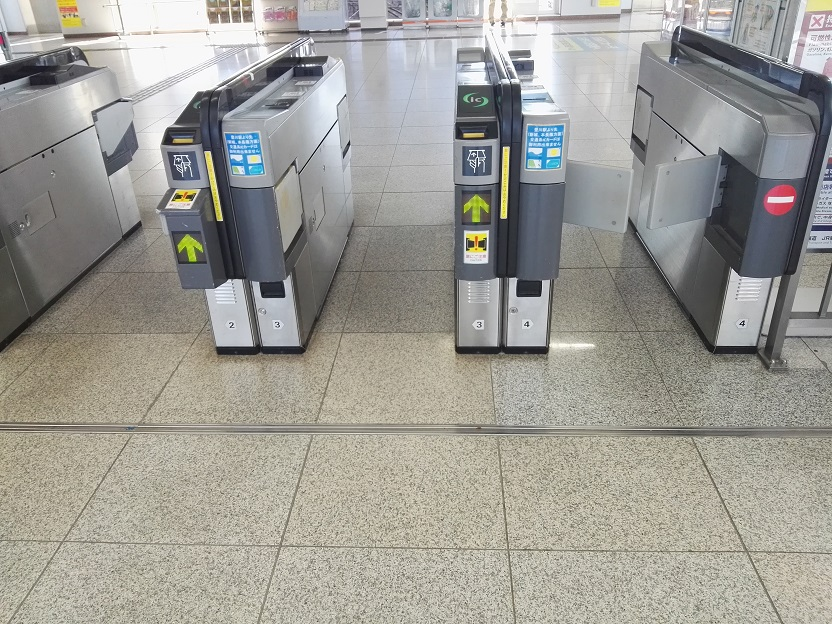
自動閘機
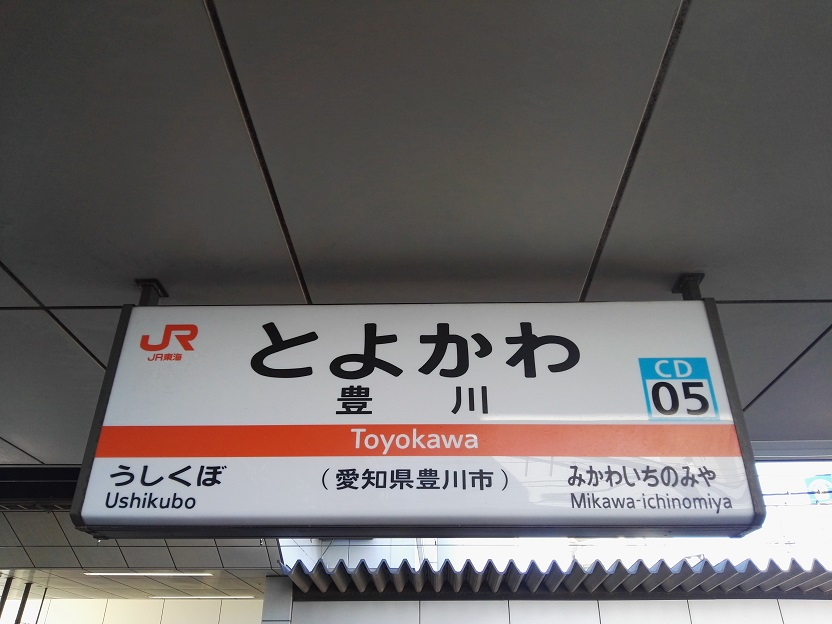
站名牌

### 車站、設備
現時的車站大樓是在1996年（平成8年）建成。大樓是跨站式站房，設有東西閘外行人通道。閘口位於車站大樓上層部分。大樓設有西出口和東出口兩方。大樓內設有自動售票機和JR全線售票處。在閘口設有自動閘機。此站設有升降機，連接閘口與1號月台之間，閘口與2、3號月台，閘口連接東出口之間，閘口連接西出口之間，共有4座。電梯方面，東出口和西出口各設有1座，一共設有2座。
現時車站大樓是第三代。JR東海的車站大樓的主題是「橋」。
第二代車站大樓只有現時西出口一方（1號月台側）。大樓是一座3層高的鋼筋混凝土建築物，在豐川鐵道時代的1931年（昭和6年）建設。大樓1樓設有車站業務設施、商店和餐廳。2樓設有日本全國特產販賣的物產館。3樓設有可進行話劇、落語、漫才等表達藝術，也可放映電影的劇場。2樓的物產館在國有化後關閉，變為飯田線相關的事務所。3樓在1966年（昭和41年）前仍然設有電影院（豐川映畫會館）。
在營業上。此站是有人車站，設有站長的站長配置車站。同時為管理車站，管理豐川市、新城市、北設樂郡東榮町內JR東海各站（飯田線船町站至東榮站之間各站，以及東海道本線愛知御津站、西小坂井站，共26座車站）く。

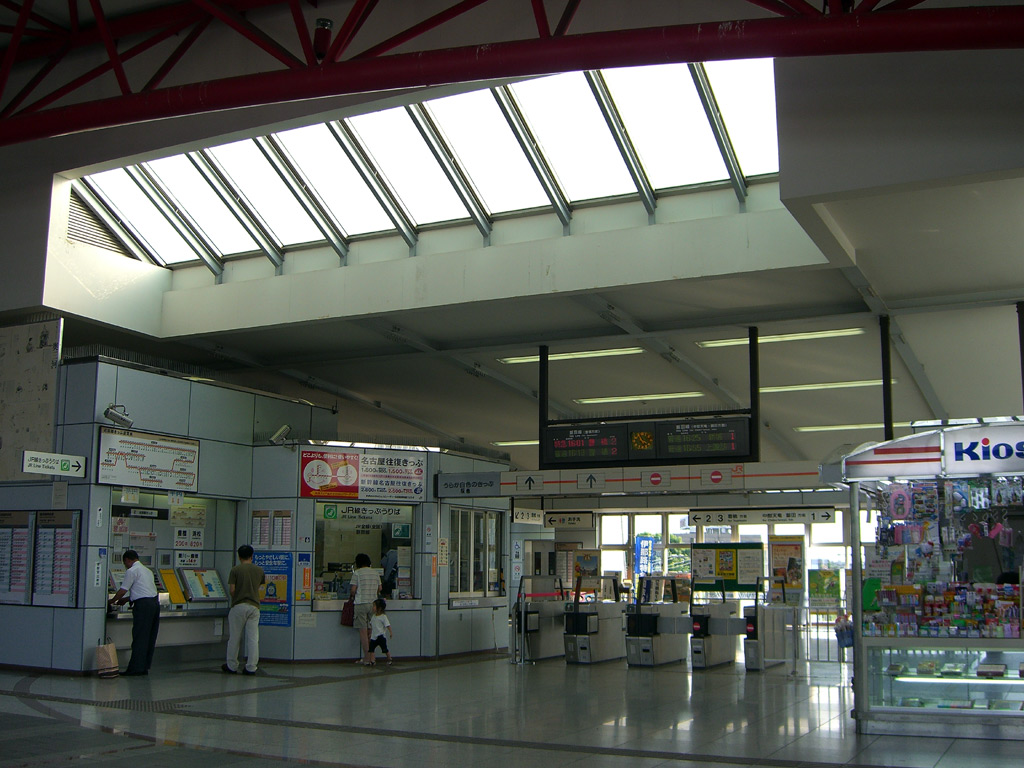
閘口附近
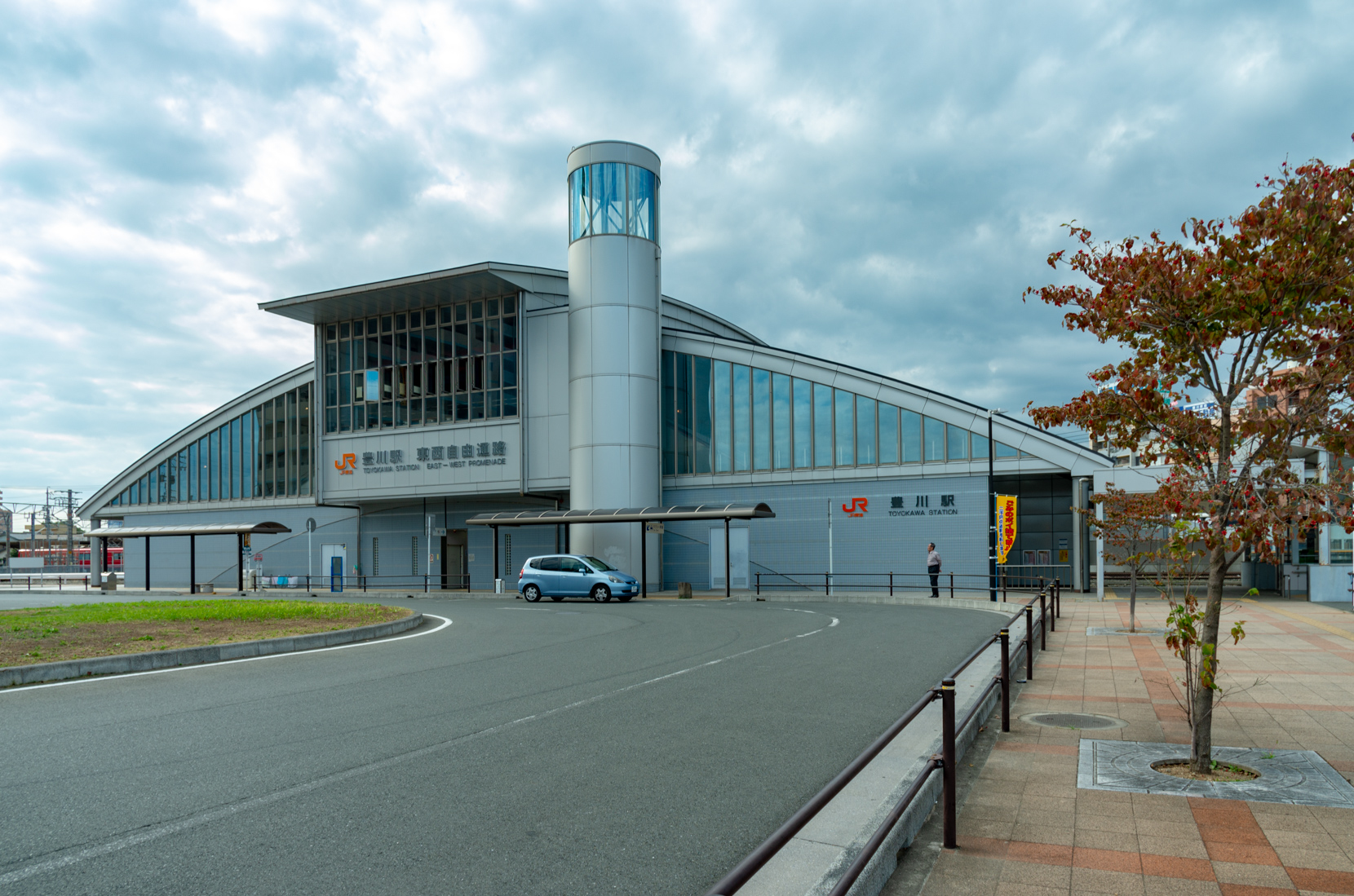
車站大樓（閘外行人通道）
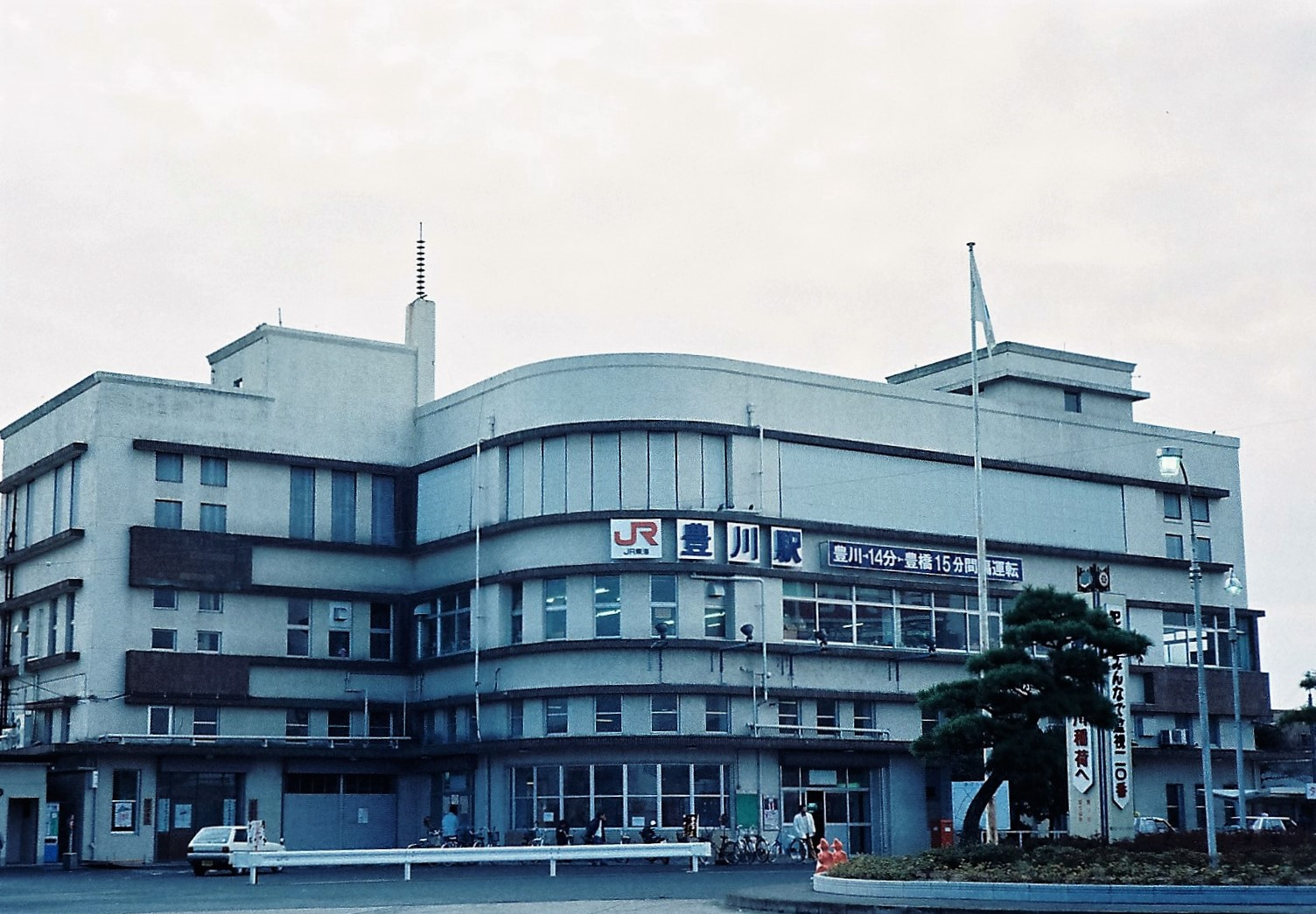
第2代車站大樓（1989年12月攝影）

### 貨物起卸、專用線
在JR貨物豐川站中，可臨時起卸於專用線出發或到達車載貨物。現時只有臨時列車班次，沒有定期列車班次。
車站連接專用線，前往車站西方的日本車輛製造豐川製作所。在此站至工場之間會運送鐵路車輛（車輛運送）。此站曾經設有專用線，連接豐川站與西豐川站之間，該段名為飯田線支線（西豐川支線）。支線在1956年廢止變為國鐵濱松工場豐川分工場的引込線。在該工場廢止後，於1964年7月轉讓給日本車輛製造，成為該公司的專用線。

### 配線圖
|                 | ↑ 國府方向 ↑日本車輛製造豐川製作所 （舊・西豐川支線） |            |
| ← 豐橋方向      | 豐川站、豐川稻荷站 站內配線略圖                       | → 新城方向 |
| 图例 参考文献： |                                                       |            |

## 使用狀況

### 旅客
根據「豐川市之統計」，在2017年度，乘車人次總計1,202,870人。平均每日乘車人次為3,296人。在飯田線單獨車站中，此站最多使用人使用。在上落人次中，換算後每日設有約6,400人次使用此站。
以下為1950年度至2017年度的1日平均乘車人次。截至1950年度，1日平均4,380乘車人次。隨後每年增加，於1966年度設有1.6倍7,112乘車人次。隨後開始每年減少，至20年後的1987年度只有低於3,000乘車人次。隨後乘車人次開始再次回升，於2008年度的1日平均乘車人次大約在3,000人左右。
| 1日平均乘車人次變化 | 1日平均乘車人次變化 | 1日平均乘車人次變化             |
| 年度                | 乘車人次            | 參考資料                        |
| ------------------- | ------------------- | ------------------------------- |
| 1950年度            | 4,380人             | [ 使用狀況 1 ]                  |
| 1951年度            | 5,194人             | [ 使用狀況 2 ]                  |
| 1952年度            | 5,180人             | [ 使用狀況 3 ]                  |
| 1953年度            | 5,364人             | [ 使用狀況 4 ]                  |
| 1954年度            | 4,805人             | [ 使用狀況 5 ]                  |
| 1955年度            | 4,267人             | [ 使用狀況 6 ]                  |
| 1956年度            | 4,542人             | [ 使用狀況 7 ]                  |
| 1957年度            | 4,867人             | [ 使用狀況 8 ]                  |
| 1958年度            | 5,127人             | [ 使用狀況 9 ]                  |
| 1959年度            | 5,259人             | [ 使用狀況 10 ]                 |
| 1960年度            | 5,422人             | [ 使用狀況 11 ]                 |
| 1961年度            | 5,316人             | [ 使用狀況 12 ]                 |
| 1962年度            | 5,545人             | [ 使用狀況 13 ]                 |
| 1963年度            | 5,843人             | [ 使用狀況 14 ]                 |
| 1964年度            | 6,642人             | [ 使用狀況 15 ]                 |
| 1965年度            | 6,975人             | [ 使用狀況 16 ]                 |
| 1966年度            | 7,112人             | [ 使用狀況 17 ]                 |
| 1967年度            | 6,926人             | [ 使用狀況 18 ]                 |
| 1968年度            | 6,597人             | [ 使用狀況 19 ]                 |
| 1969年度            | 5,983人             | [ 使用狀況 20 ]                 |
| 1970年度            | 5,893人             | [ 使用狀況 21 ]                 |
| 1971年度            | 5,794人             | [ 使用狀況 22 ]                 |
| 1972年度            | 5,454人             | [ 使用狀況 23 ]                 |
| 1973年度            | 5,213人             | [ 使用狀況 24 ]                 |
| 1974年度            | 5,251人             | [ 使用狀況 25 ]                 |
| 1975年度            | 4,870人             | [ 使用狀況 26 ]                 |
| 1976年度            | 4,840人             | [ 使用狀況 27 ]                 |
| 1977年度            | 4,621人             | [ 使用狀況 28 ]                 |
| 1978年度            | 4,336人             | [ 使用狀況 29 ]                 |
| 1979年度            | 3,914人             | [ 使用狀況 30 ]                 |
| 1980年度            | 3,876人             | [ 使用狀況 31 ]                 |
| 1981年度            | 3,736人             | [ 使用狀況 32 ]                 |
| 1982年度            | 3,543人             | [ 使用狀況 33 ]                 |
| 1983年度            | 3,341人             | [ 使用狀況 34 ]                 |
| 1984年度            | 3,234人             | [ 使用狀況 35 ]                 |
| 1985年度            | 3,149人             | [ 使用狀況 36 ]                 |
| 1986年度            | 3,013人             | [ 使用狀況 37 ]                 |
| 1987年度            | 2,892人             | [ 使用狀況 38 ]                 |
| 1988年度            | 3,014人             | [ 使用狀況 39 ]                 |
| 1989年度            | 3,129人             | [ 使用狀況 40 ]                 |
| 1990年度            | 3,383人             | [ 使用狀況 41 ]                 |
| 1991年度            | 3,642人             | [ 使用狀況 42 ]                 |
| 1992年度            | 3,657人             | [ 使用狀況 43 ]                 |
| 1993年度            | 3,717人             | [ 使用狀況 44 ]                 |
| 1994年度            | 3,601人             | [ 使用狀況 45 ]                 |
| 1995年度            | 3,522人             | [ 使用狀況 46 ]                 |
| 1996年度            | 3,481人             | [ 使用狀況 47 ]                 |
| 1997年度            | 3,438人             | [ 使用狀況 48 ] [ 使用狀況 49 ] |
| 1998年度            | 3,447人             | [ 使用狀況 50 ] [ 使用狀況 49 ] |
| 1999年度            | 3,332人             | [ 使用狀況 51 ] [ 使用狀況 49 ] |
| 2000年度            | 3,297人             | [ 使用狀況 49 ]                 |
| 2001年度            | 3,281人             | [ 使用狀況 49 ]                 |
| 2002年度            | 3,237人             | [ 使用狀況 52 ]                 |
| 2003年度            | 3,232人             | [ 使用狀況 52 ]                 |
| 2004年度            | 3,188人             | [ 使用狀況 52 ]                 |
| 2005年度            | 3,112人             | [ 使用狀況 52 ]                 |
| 2006年度            | 3,093人             | [ 使用狀況 52 ]                 |
| 2007年度            | 3,104人             | [ 使用狀況 52 ]                 |
| 2008年度            | 3,115人             | [ 使用狀況 53 ]                 |
| 2009年度            | 2,999人             | [ 使用狀況 53 ]                 |
| 2010年度            | 3,062人             | [ 使用狀況 53 ]                 |
| 2011年度            | 3,091人             | [ 使用狀況 54 ]                 |
| 2012年度            | 3,096人             | [ 使用狀況 54 ]                 |
| 2013年度            | 3,272人             | [ 使用狀況 55 ]                 |
| 2014年度            | 3,087人             | [ 使用狀況 55 ]                 |
| 2015年度            | 3,199人             | [ 使用狀況 55 ]                 |
| 2016年度            | 3,172人             | [ 使用狀況 56 ]                 |
| 2017年度            | 3,296人             | [ 使用狀況 56 ]                 |

### 貨物
以下為在1950年度至1983年度終止貨物起卸之間的貨物起卸量（起載、卸載公噸數）列表。另外，在1987年重開貨物起卸業務後沒有相關數值。
| 貨物起卸量變化            | 貨物起卸量變化 | 貨物起卸量變化 |
| 年度                      | 起載           | 卸載           |
| ------------------------- | -------------- | -------------- |
| 1950年度                  | 21,891t        | 13,101t        |
| 1951年度                  | 32,059t        | 19,189t        |
| 1952年度                  | 33,505t        | 22,186t        |
| 1953年度                  | 31,487t        | 23,121t        |
| 1954年度                  | 30,285t        | 29,181t        |
| 1955年度                  | 23,416t        | 19,628t        |
| 1956年度                  | 65,192t        | 23,425t        |
| 1957年度                  | 43,489t        | 29,734t        |
| 1958年度                  | 31,281t        | 33,424t        |
| 1959年度                  | 36,476t        | 35,753t        |
| 1960年度                  | 38,280t        | 36,971t        |
| 1961年度                  | 47,011t        | 38,572t        |
| 1962年度                  | 38,775t        | 35,335t        |
| 1963年度                  | 23,292t        | 33,468t        |
| 1964年度                  | 33,203t        | 42,456t        |
| 1965年度                  | 29,801t        | 34,526t        |
| 1966年度                  | 34,093t        | 37,227t        |
| 1967年度                  | 39,716t        | 47,213t        |
| 1968年度                  | 46,983t        | 47,233t        |
| 1969年度                  | 40,908t        | 32,651t        |
| 1970年度                  | 41,778t        | 34,729t        |
| 1971年度                  | 43,761t        | 33,837t        |
| 1972年度                  | 80,983t        | 37,158t        |
| 1973年度                  | 64,078t        | 44,845t        |
| 1974年度                  | 54,700t        | 37,228t        |
| 1975年度                  | 41,712t        | 28,064t        |
| 1976年度                  | 32,890t        | 29,059t        |
| 1977年度                  | 30,396t        | 26,142t        |
| 1978年度                  | 36,896t        | 26,847t        |
| 1979年度                  | 41,367t        | 31,016t        |
| 1980年度                  | 40,013t        | 22,549t        |
| 1981年度                  | 42,466t        | 18,858t        |
| 1982年度                  | 49,312t        | 13,435t        |
| 1983年度                  | 31,215t        | 9,502t         |
| ※參考資料與乘車人次相同。 |                |                |

### 行李
以下為1974年度至1984年度終止行李起卸的行李起卸量（發送，到達件數）變化：
| 行李起卸量變化            | 行李起卸量變化 | 行李起卸量變化 |
| 年度                      | 發送           | 到達           |
| ------------------------- | -------------- | -------------- |
| 1974年度                  | 56,231個       | 44,094個       |
| 1975年度                  | 52,077個       | 42,608個       |
| 1976年度                  | 39,818個       | 40,572個       |
| 1977年度                  | 34,562個       | 38,555個       |
| 1978年度                  | 29,728個       | 34,953個       |
| 1979年度                  | 25,346個       | 33,418個       |
| 1980年度                  | 19,527個       | 29,919個       |
| 1981年度                  | 14,103個       | 24,459個       |
| 1982年度                  | 9,549個        | 20,571個       |
| 1983年度                  | 6,418個        | 16,946個       |
| 1984年度                  | 5,230個        | 14,952個       |
| ※參考資料與乘車人次相同。 |                |                |

## 停站列車
在優等列車中，連接豐橋站與飯田站之間的特急「伊那路」在1996年（平成8年）3月開始運行時已經停靠此站。
在普通列車中，前往豐橋站的上行列車每小時大約設有3至4班（早上繁忙時間最多設有6班），前往新城站、本長篠站的下行列車每小時大約設有1至2班。此站設有行走於豐橋至豐川之間的區間列車。另外，上行方向每日設有2班快速列車停靠。

## 車站周邊
JR飯田線豐川站和名鐵豐川線豐川稻荷站是位於豐川市中心。在戰前，由於此站是豐川稻荷的門前町，同時為舊豐川町中心而繁榮。現時門前町的氣氛比較濃厚，形成一條擁有歷史味道的城區。但是，前往此地區的遊客開始減少一半以上，因此該處開始進行一些振興的工作。
隨著建設跨站式站房，車站新設東出口。東出口周邊地區同時進行了土地整理項目。連同豐川稻荷的門前町（站西地區）成為「豐川市之面」，在站前廣場、幹線道路、補助幹線道路等進行工程，重整市區地段。新設商業區域，創造出一個新的生活環境空間。在平成30年度固定資產稅路線價格中，市內最高稅款路線的頭三位集中在車站東出口，頭數位本來是西出口，造成為逆轉現象。

### 西出口
- 豐川市觀光協會
- 豐川稻荷
- 稻荷公園
- 豐川高等學校（日语：豊川高等学校）
- 豐川市立豐川小學（日语：豊川市立豊川小学校）
- 豐川市立東部中學（日语：豊川市立東部中学校）
- AEON豐川店
- 陸上自衛隊豐川駐屯地
- Crown Hills豐川
- 豐川進雄神社（日语：豊川進雄神社）
- 愛知縣道31号東三河環狀線（日语：愛知県道31号東三河環状線）（站前通（日语：駅前通 (豊川市)））
- 愛知縣道5號國府馬場線（日语：愛知県道5号国府馬場線）（中央通）

### 東出口
- 豐川商工會議所
- 市營豐川站東停車場
- 三明寺（日语：三明寺）
- 三明公園
- 豐川交匯處（日语：豊川インターチェンジ）
- 國道151號（日语：国道151号）

## 巴士路線
車站附近設有豐鐵巴士和豐川市社區巴士路線。
西出口「豐川站前」巴士站
- 豐鐵巴士
  - 豐川線（日语：豊鉄バス新城営業所#豊川線）（1號乘車處）
  - 新豐線（日语：豊鉄バス新城営業所#新豊線）（豐橋方向為1號乘車處，新城方向為2號乘車處）
  - 新宿·豐橋特快 稻之國號（日语：新宿・豊橋エクスプレス ほの国号） （與關東巴士聯營）
- 豐川市社區巴士
  - 豐川國府線（日语：豊川市コミュニティバス#豊川国府線）
  - 千兩三上線（日语：豊川市コミュニティバス#千両三上線）
  - 一宮線（日语：豊川市コミュニティバス#一宮線）

東出口「豐川站東口」巴士站
在東出口巴士站上，於2008年4月1日起設有前往中部國際機場的特急巴士（在2010年4月起暫停服務）。
- 豐鐵巴士 稻之國號（前往京都）（日语：ほの国号#豊橋京都線）
- 豐川市社區巴士 千兩三上線

## 相鄰車站
東海旅客鐵道（JR東海）
 飯田線
- 特急「伊那路」停車站

■快速（只有上行班次）、■普通
牛久保（CD04）－豐川（CD05）－三河一宮

### 曾經存在的路線
日本國有鐵道
飯田線（西豐川支線）
豐川－西豐川

## 注腳

### 使用狀況
1. ↑  《愛知縣統計年鑑》昭和27年度刊，327頁
2. ↑  《愛知縣統計年鑑》28年度刊，311頁
3. ↑  《愛知縣統計年鑑》29年度刊，330頁
4. ↑  《愛知縣統計年鑑》30年度刊，306頁
5. ↑  《愛知縣統計年鑑》31年度刊，304頁
6. ↑  《愛知縣統計年鑑》32年度刊，320頁
7. ↑  《愛知縣統計年鑑》33年度刊，336頁
8. ↑  《愛知縣統計年鑑》34年度刊，380頁
9. ↑  《愛知縣統計年鑑》35年度刊，293頁
10. ↑  《愛知縣統計年鑑》36年度刊，261頁
11. ↑  《愛知縣統計年鑑》37年度刊，325頁
12. ↑  《愛知縣統計年鑑》38年度刊，297頁
13. ↑  《愛知縣統計年鑑》39年度刊，299頁
14. ↑  《愛知縣統計年鑑》40年度刊，263頁
15. ↑  《愛知縣統計年鑑》41年度刊，239頁
16. ↑  《愛知縣統計年鑑》42年度刊，263頁
17. ↑  《愛知縣統計年鑑》43年度刊，193頁
18. ↑  《愛知縣統計年鑑》44年度刊，197頁
19. ↑  《愛知縣統計年鑑》45年度刊，205頁
20. ↑  《愛知縣統計年鑑》46年度刊，229頁
21. ↑  《愛知縣統計年鑑》47年度刊，237頁
22. ↑  《愛知縣統計年鑑》48年度刊，217頁
23. ↑  《愛知縣統計年鑑》49年度刊，215頁
24. ↑  《愛知縣統計年鑑》50年度刊，221頁
25. ↑  《愛知縣統計年鑑》51年度刊，225頁
26. ↑  《愛知縣統計年鑑》52年度刊，217頁
27. ↑  《愛知縣統計年鑑》53年度刊，231頁
28. ↑  《愛知縣統計年鑑》54年度刊，233頁
29. ↑  《愛知縣統計年鑑》55年度刊，221頁
30. ↑  《愛知縣統計年鑑》56年度刊，227頁
31. ↑  《愛知縣統計年鑑》57年度刊，239頁
32. ↑  《愛知縣統計年鑑》58年度刊，223頁
33. ↑  《愛知縣統計年鑑》59年度刊，223頁
34. ↑  《愛知縣統計年鑑》60年度刊，241頁
35. ↑  《愛知縣統計年鑑》61年度刊，235頁
36. ↑  《愛知縣統計年鑑》62年度刊，223頁
37. ↑  《愛知縣統計年鑑》63年度刊，223頁
38. ↑  《愛知縣統計年鑑》平成元年度刊，225頁
39. ↑  《愛知縣統計年鑑》2年度刊，223頁
40. ↑  《愛知縣統計年鑑》3年度刊，225頁
41. ↑  《愛知縣統計年鑑》4年度刊，229頁
42. ↑  《愛知縣統計年鑑》5年度刊，221頁
43. ↑  《愛知縣統計年鑑》6年度刊，221頁
44. ↑  《愛知縣統計年鑑》7年度刊，239頁
45. ↑  《愛知縣統計年鑑》8年度刊，241頁
46. ↑  《愛知縣統計年鑑》9年度刊，243頁
47. ↑  《愛知縣統計年鑑》10年度刊，241頁
48. ↑  《愛知縣統計年鑑》11年度刊，241頁
49. 1 2 3 4 5  《豐川市之統計》平成14年版，74頁
50. ↑  《愛知縣統計年鑑》12年度刊，239頁
51. ↑  《愛知縣統計年鑑》13年度刊，240頁
52. 1 2 3 4 5 6  《豐川市之統計》平成20年版，50頁
53. 1 2 3  《豐川市之統計》平成23年版，52頁
54. 1 2  《豐川市之統計》平成25年版
55. 1 2 3  《豐川市之統計》平成28年版
56. 1 2  《豐川市之統計》平成30年版

## 外部連結
- JR東海 豐川站 （页面存档备份，存于）（日語）